# Prunella intermedia
Prunella intermedia là một loài thực vật có hoa trong họ Hoa môi. Loài này được Link miêu tả khoa học đầu tiên năm 1791.